# 염제신
염제신(廉悌臣, 1304년 10월 30일 ~ 1382년 3월 18일)은 고려 후기 문신이다.

## 일생
본관은 파주(坡州)이며, 아명은 염불노(廉佛奴), 자는 개숙(愷叔), 호는 매헌(梅軒), 시호는 충경(忠敬)이다. 첨의중찬(僉議中贊)을 지낸 염승익(廉承益)의 손자이며, 아버지는 감문위대호군(監門衛大護軍) 염세충(廉世忠)이고, 어머니는 평양부원군 조인규(趙仁規)의 딸인 가순택주(嘉順宅主) 조씨이다.
부인은 예천부원군(醴泉府院君) 권한공(權漢功)의 딸인 진한국대부인(辰韓國大夫人) 안동 권씨로, 목은 이색의 처고모가 된다. 아들은 고려말 권신 염국보·염흥방·염정수이며, 홍징·임헌·정희계·공민왕의 장인이다. 그의 딸이 공민왕의 후궁인 신비 염씨이다. 파주 염씨(坡州 廉氏) 중시조이다.
수성익대공신(輸誠翊戴功臣), 단성수의동덕보리공신(端誠守義同德輔理功臣), 충성수의동덕론도보리공신(忠誠守義同德論道輔理功臣) 등에 녹훈되고 영문하부사에 이르렀다.
일찍이 고모부인 원나라사람 중서평장(中書平章) 말길공(末吉公) 밑에서 10여 년간 수업을 받은 후 원나라 진종 황제를 숙위하면서 원나라에서 정동성낭중(征東省郎中), 익정사승(翊正司丞) 등의 벼슬을 시작하였다. 그 후 충목·충정·공민·우왕 때까지 고려에서 벼슬을 하였다
충숙왕 때 고려에 귀국하여 벼슬을 시작하여 충목왕·충정왕때에 삼사사 우사(右使)·도첨의평리(都僉議評理)를 거쳐 1349년 문하 찬성사로 승진했다.
1354년(공민왕 3) 문하우정승·문하좌정승을 역임하며, 공민왕의 개혁, 홍건적의 난, 안동으로 피신한 공민왕을 호종 하는 일 등으로 단성수의동덕보리공신(端誠守義同德輔理功臣)이 되고 곡성부원군(曲城府院君)에 책봉되었다. 이어 원나라 장사성의 난이 발생했을 때 지원군을 이끌고 내란을 진압하는데 파견되고, 귀국 후 1356년 기황후의 오빠인 친원파(親元派) 기철 등의 일당을 숙청한 뒤 서북면도원수, 수문하시중(守門下侍中)을 거쳐 1358년에 문하시중이 되었다가 1361년 사직하였다.
1363년 문하우정승, 1364년 영도첨의사사(領都僉議司事)를 거쳐 신돈과 갈등하였고, 1364년 영도평의사사(領都僉議司事)를 거쳐 1371년 서북면 도통사(都統使)로 나갔다. 서북면도통사로 재직 중 1371년 오로산성(五老山城, 현재의 원책산성(元刺山城))에 출몰한난 야인을 정벌하고 돌아온 뒤 곡성백(曲城伯)으로 개봉되었다. 이후 영삼사사를 거쳐 문하부영사(門下府領事)에 이르렀으며 충성수의동덕논도보리공신(忠誠守義同德論道輔理功臣)에 책록되었다.

## 생애

### 생애 초반
염제신은 1304년 10월 30일 아버지 염세충(廉世忠)과 어머니 가순택주(嘉順宅主) 평양 조씨의 둘째 아들로 태어났다. 위로는 형 효신(孝臣)이 있었다. 염신약(廉信若)의 7대손으로, 증조는 순언(純彦), 조부는 충정공 염승익으로 흥법좌리공신(與法佐理功臣)으로 벽상삼한삼중대광(壁上三韓三重大匡) 첨의중찬(僉議中贅) 상장군(上將軍) 판천리감찰사사(判典理監察司事)를 역임하였으나 후에 출가하여 승려가 되었다.
아버지 염세충(廉世忠)은 일찍 사망했고, 그는 일찍이 원나라로 건너가 당시 원조(元朝)에서 평장사(平章事)로 재직하고 있는 고모부 말길공(末吉公) 밑에서 말길(末吉)의 집에서 10여 년간 수업을 받으며 자랐다.

### 원나라 관료 생활
원나라 황제 태정제(泰定帝)의 시종으로 있으면서 총애를 받고 상의서사로 있다가 홀로 계신 어머니의 봉양을 위하여 귀국을 요청, 정동성낭중(征東省郞中)에 임명되었다.
원나라의 태정황제(泰定皇帝)를 시종하여 총애를 받다가 귀국하여 어머니를 만나보고, 다시 원나라에 건너가서 상의사(尙衣使)가 되었다. 뒤에 다시 어머니를 봉양하기 위하여 귀국을 청하여 정동성낭중(征東省郎中)에 임명되어 돌아왔다.
그는 동료들의 횡포를 억제하는 한편, 그 자신도 스스로 지위나 신분을 이용하여 사사로운 청탁을 하지 않았다. 청탁 금지령과 함께 토지와 노비의 소송은 모두 관계당국에 돌리어 처리하게 함으로써 충숙왕의 신임을 받았다. 그는 다시 원나라에 건너가서 익정사승(翊正司丞)이 되었고, 뒤이어 강소성에 나가 중정원(中政院)의 전화(錢貨)를 회계하게 되었는데, 이때 관기들이 그에게 접대와 뇌물을 주어 매수하려 하는 것을 모두 거절, 물리치기도 하였다.

### 고려 관료 생활

#### 귀국과 고려 출사
원나라 순제가 이 사실을 보고받고 그를 특별히 등용하려 하였으나, 그는 어머니의 병으로 귀국을 간청하여 고려로 되돌아왔다. 충목왕 때 삼사좌사(三司左使)에 수성익대공신(輸誠翊戴功臣)으로 봉해졌다가 뒤이어 도첨의평리(都僉議評理)가 되었으며 충정왕 즉위 후인 충정왕 1년(1349년) 충정왕 즉위후에 문하찬성사에 임명되었다.
당시 정동행성의 관리가 어떤 일을 핑계로 감찰대부로 있던 이공수를 문초하려 했을 때, 염제신은 "대신(臺臣)의 기강은 흔들 수 없고, 이(李) 대부는 한 시대의 인걸인데 어찌 욕을 보일 수 있겠는가"라고 말려서 중지시켰다고 한다.
그 이듬해 원나라에 파견되는 하정사(賀正使)로 대도에 갔다가 귀국하였다. 1354년 문하우정승·문하좌정승을 역임하였다.
공민왕 3년(1354년)에 좌정승이 되었다가 뒤이어 우정승이 되었으며, 단성수의동덕보리공신(端誠守義同德輔理功臣)에 봉해지고 곡성부원군(曲城府院君)이 되었다. 그때 원나라에서 내란이 일어나 고려에 구원을 청하므로, 유탁(柳濯) 등과 함께 군사 2천을 이끌고 원나라에 갔다가 그해 10월에 공민왕의 부름을 받고 귀국하였다.
강남에서 원에 맞서 반란을 일으킨 장사성을 진압하기 위해 원은 고려에 지원군을 요청하였고, 이때 고려 조정은 염제신과 유탁, 권겸, 최영 등 40여명의 장수와 300여 명의 수군을 파병하였다. 고려군은 원의 승상(丞相) 탈탈(脫脫)과 함께 강소성의 고우까지 진격하였으나, 마침 원에 정변(政變)이 일어나고 탈탈이 실각한 뒤 정벌은 중지되고, 출정 3개월 만에 고려군은 철수하였다. 그 뒤 곡성백(曲城伯)에 봉해졌다.

#### 기철 일파 숙청과 신돈과의 갈등
1356년 원나라의 세력을 배경에 업은 기황후의 오빠 친원파(親元派) 기철 등의 일당을 규탄, 이후 기철 일파를 탄핵하여 숙청한 뒤 서북면도원수에 임명되었다. 이때 공민왕은 유연과 김지순을 부원수로 임명하여 그를 돕게 하고, 그에게 "염공은 나에게 만리장성이니 경이 떠난 후 내가 북쪽을 걱정하지 않을 것"이라고 했다. 만약을 대비하여 성을 구축, 군비를 강화, 군사들을 지휘할 때, 군량과 말먹이를 첫째로, 성곽 수리를 둘째로, 병기 정비를 셋째로 삼았다. 염제신은 마음에 모든 책략이 정해 있었고 그가 도원수의 직책에 있었으나 부관의 뜻을 존중하는 뜻으로 부사 최영과 의논한 후에야 결정내렸다.
서북면 도원수로 재직 중 병력을 확충하여 원나라의 공격이 있을 것에 대비하였으며, 동년 11월 수문하시중(守門下侍中)에 임명되어 서북면도원수를 겸하였다. 1358년에 문하시중이 되었으며, 1361년 스스로 사직하였다.
1361년 홍건적이 침입하였다. 1362년 봄 다시 기용되어 벽상삼한삼중대광을 제수했고, 곡성후로 봉작하였다. 그러나 곧 홍건적이 개경을 함락하여 공민왕이 충청도와 경상도로 몽진(임금님의 피란)할 때 염제신이 어가를 모셨다. 1363년 1월 홍건적 평정 후 공민왕이 청주에서 개경으로 돌아왔다. 염제신이 여러 재상과 '흥왕사'에서 축수의 잔을 올리자 공민왕은 "뜻밖에도 오늘에야 송도로 돌아가게 되었으니, 이는 모두 경들의 공이로다"라고 치하하였다. 1363년에 우정승이 되었으나, 홍건적의 난 당시 어머니를 버리고 피난한 것이 문제가 되어 언관들의 탄핵을 받고 고신(告身:任命狀)에 서경(署經)되지 못하여 파면되었다.
1364년 영도첨의사사(領都僉議司事)가 되었는데, 이때 신돈이 자기에게 아부하지 않아 미워하였으나 끝내 굽히지 않았다. 이로 인해 한때는 모함으로 파직되기도 하였고 1364년 영도평의사사(領都僉議司事)를 거쳐 1369년 서북도통사로서 요녕성 환인(만주) 서북쪽의 올라성 정벌에 출정하였다. 이 때, 지휘관이 적들을 많이 죽이지 못하게 했다. 올라성을 공략하고 돌아와 다시 문하시중이 되었고, 품계에 보국이 더해졌다. 1371년 서북면 도통사(都統使)로 나갔다.

### 생애 후반

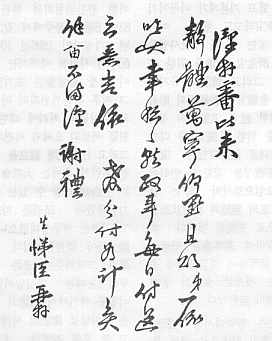
염제신의 친필 서한

서북면도통사로 재직 중인 1371년 오로산성(五老山城, 현재의 원책산성(元刺山城))에 출몰한난 야인을 정벌하고 돌아온 뒤 곡성백(曲城伯)으로 개봉되었고 이어 딸이 공민왕의 후궁 신비(愼妃)로 책봉되었다. 1374년(공민왕 23)에 문하시중 이인임이 파면되자 다시 문하시중이 되었다. 그러나 1374년 6월 명나라 사신 채빈의 비위를 거슬렸다는 이유로 제신이 광주로 유배를 당했다.
그러나 1374년 9월 우왕이 즉위하자 풀려나 복직, 영삼사사(領三司事)가 되었다. 이후 영삼사사·판개성겸감춘추관사·영삼사영경연사, 도총도감, 판문하사를 거쳐 문하부영사(門下府領事)에 이르렀다. 이후 충성수의동덕논도보리공신(忠誠守義同德論道輔理功臣)에 책록되었다.
1382년(우왕 8) 3월 18일에 사망하니 당시 78세였다. 충경공(忠敬公)의 시호가 추서되었다. 염흥방, 염국보, 염정수 등 아들 셋을 두었고, 그의 딸은 정희계에게 출가하였다.

### 사후
사후 충경의 시호가 내려졌다. 이후 그의 유언대로 3일 후 그가 생전에 장지로 정해 둔 경기도 임강현 대곡원(현 경기도 장단군 대강면 우근리 항동 대곡원) 해좌에 장사하였다. 그 후 그의 묘소는 6.25 전쟁 후 휴전선 안에 위치하게 되었다.
전라남도 나주의 충경서원과 충남 보령시 미산면 용수리에 있는 사당 수현사에 제향되었으며, 보성 청계영당, 구연사, 재령 청수사, 옥천 용강서원, 단천 송산사, 함양 반계영당, 대덕 호평영당, 영월 추원사단 등에 배향되었다.

## 연보
- 1304년(충렬왕 복 6) 10월 30일 : 도첨의중찬을 지내신 충정공 승익의 손자이며, 아버지 염세충과 어머니 가순택주조씨의 2남, 아명은 불노(佛奴), 자는 개숙(凱淑)으로 뒤에 이름을 제신으로 고쳤다.
- 1309년(충선왕 복 1 ) 11월 28일 : 6세 때 아버지 대호군 염세충 사망
- 1314년(충숙왕 1 ) : 11세때 원나라로 건너가 고모부 말길공(末吉公. 중서평장사) 집에서 10여 년간 생활하며 수학함
- 1324년(충숙왕 11) : 21세때 원의 태정황제를 모시는 금중의 숙위에 임명됨
- 1326년(충숙왕 13) : 23세때 어머니를 봉양하러 고려의 귀국을 원나라 황제에게 청하자 들어줌. 금자원패를 하사받고 금강산을 강향한 뒤 귀국
- 1329년(충숙왕 16) : 귀국 후 원나라로 다시 돌아가 상의사를 제수받음
- 1333년(충숙 복 1) : 정동성낭중으로 임명, 순제께 귀국을 청하자 다시 정동성낭중에 임명된 뒤 현직으로 귀국, 충숙왕의 신임을 받음
- 1340년(충혜 복 1) : 충혜왕이 죽자 다시 원나라로 되돌아갔고, 봉훈대부 익정사승에 제수됨
- 1343년(충혜 복 4) : 원나라의 자덕대부로 승진, 절강성 봉명사, 중정원 회계감사, 장작원사를 지냄
- 1343년(충혜 복 4) : 고려로 영구 귀국
- 1346년(충목왕 2) : 광정대부 삼사우사 겸 상호군
- 1347년(충목왕 3) : 수성익대공신호를 받고 중대광이 됨
- 1347년(충목왕 3) : 도첨의평리, 12월에 찬성사에 제수
- 1348년(충목왕 4) : 판판도사사에 승진됨
- 1349년(충정왕 1) : 다시 중대광 도첨의찬성사 판판도가 됨.
- 1350년(충정왕 2) : 원나라에 파견되는 성절사로 대도에 감
- 1351년(충정왕 3) : 귀국
- 1353년(공민왕 2) : 조일신의 사감으로 등용치 못함, 공민왕(1351-74)의 즉위로 찬성사에 복직
- 1354년(공민왕 3) : 단성수의동덕보리공신 벽상삼한중대광 도첨의좌정승 판군부사사상호군 영경령전사제수, 우정승판전리 영효사관사 곡성백에 봉해짐
- 1354년 원나라에서 남정군을 요청하여 구원군 지휘관으로 참전, 그간의 한국관료로서는 프랑크제국(독일) 사신을 최초로 접견함
- 1355년(공민왕 4) : 장남 염국보 과거시험에 급제
- 1356년(공민왕 5) : 공민왕의 개혁정책으로 친원파 처단. 원의 공격 대비 서북면 도원수가 되고, 곧 개부 의동삼사상주국 수문하시중 상장군 판병부사 영경령전사를 제수받음
- 1357년(공민왕 6) : 차남 염흥방 과거시험에 장원급제
- 1357년(공민왕 6) : 판리부사 영효사관사로 승진
- 1361년(공민왕 10) : 홍건적 침입으로 어가호종하여 수행, 그러나 모친을 피란시키지 못해서 탄핵을 받고 파직
- 1362년(공민왕 11) : 복직, 다시 벽상삼한삼중대광 곡성후가 됨
- 1363년(공민왕 12) : 시중에 기용되었으나, 공의 모친 상으로 사직
- 1364년(공민왕 13) : 1월 영도첨의사사가 되고, 9월에 서북면 도통사가 됨
- 1369년(공민왕 18) : 66세때 서북도통사에 보국이 더해졌고, 공민왕이 친필 염제신상을 하사, 그 후 삼중대광에 특진, 곡성백에 봉함.
- 1371년 : 68세때 3남 염정수 과거 급제, 세아들의 급제로 부인권씨가 진한국대부인에 봉해짐. 딸이 공민왕의 부인 신비로 책봉 됨
- 1374년(공민왕 23) : 광주에 유배되었으나 곧 풀려남 영문하사 영서연사 제수 문하시중 중임
- 1375년(우왕 1) : 충성수의동덕논도보리공신, 영삼사사가 되고 나머지도 전의 직책으로 복직
- 1376년(우왕 2) : 원나라에서 자덕대부 장작원사 벼슬을 내림
- 1377년(우왕 3) : 도총도감을 설치하고 5부의 병마를 훈련
- 1379년(우왕 5) : 76세때 판문하사, 부원군으로 다섯 임금을 섬긴 원로가 됨
- 1380년(우왕 6) : 영삼사사가 되고 곡성부원군에 봉해짐
- 1382년(우왕 8) 3월 18일 : 사망, 향년 79세, 시호는 충경공(忠敬公)으로 내려짐
- 1384년(우왕 10) : 신도비가 세워짐, 처조카 목은 이색이 왕명을 받고 신도비문을 찬함

## 저서
- <매헌선생일고(梅軒先生逸稿)>

## 가계
- 증조부 : 염순언(廉純彦), 소부승(小府丞), 은청광록대부·문하시랑평장사·판이부사 추증
- 조부 : 염승익(廉承益), 벽상삼한삼중대광·도첨의중찬
  - 부 : 염세충(廉世忠), 중현대부·감문위대호군
  - 모 : 가순택주(嘉順宅主) 평양 조씨 - 평양부원군 조인규(趙仁規)의 딸,
    - 첫째부인 : 완산군부인(完山郡夫人) 배씨 - 중대광(重大匡) 완산군(完山君) 배정(裵挺)의 딸
    - 둘째부인 : 진한국대부인(辰韓國大夫人) 안동 권씨 - 예천부원군(醴泉府院君) 권한공(權漢功)의 딸
      - 장남 : 염국보(廉國寶), 서성군(瑞城君) - 무진피화(戊辰被禍)
      - 자부 : 안동 권씨 - 현복군(玄福君) 권염(權廉)의 딸
        - 손자 : 염치중(廉致中), 친어군 호군
        - 손부 : 박씨(朴氏) - 전법판서(典法判書) 박사신(朴思愼)의 딸
          - 증손 : 염이(廉怡), 권무(權務)

        - 손자 : 염치용(廉致庸), 전의 부령
        - 손부 : 해평 윤씨 - 밀직제학(密直提學) 윤방안(尹邦晏)의 딸
          - 증손 : 염순(廉恂), 권무(權務)

        - 손녀 : 안조동(安祖同)에게 출가, 사헌 지평

      - 차남 : 염흥방(廉興邦), 문하평리(門下評理) - 무진피화(戊辰被禍)
      - 자부 : 조씨(趙氏) - 종부 부령(宗簿副令) 조문경(趙文慶)의 딸
        - 손녀 : 임치(林㮹)에게 출가, 위위소윤(衛尉少尹)
        - 손녀 : 윤전(尹琠)에게 출가, 성균제주(成均祭酒)[4]
        - 손녀 : 최지(崔遲)에게 출가, 호군(護軍)[5]

      - 3남 : 염정수(廉廷秀), 지신사(知申事) - 무진피화(戊辰被禍)
      - 자부 : 배천 조씨 - 판전농시사(判典農寺事) 조득주(趙得珠)의 딸
        - 손녀 : 소교(小嬌)

      - 장녀 : 홍징(洪徵)에게 출가, 봉익대부(奉翊大夫) 밀직 부사(密直副使) - 무진피화(戊辰被禍)
        - 외손자 : 홍상빈(洪尙賓), 성균 학유(成均學諭)
        - 외손자 : 홍상부(洪尙溥), 산원(散員)
        - 외손자 : 홍상연(洪尙淵), 권무(權務) 성균시(成均試) 합격
        - 외손녀 : 소교(小嬌)

      - 차녀 : 임헌(任獻)에게 출가, 봉익대부 판내부시사 진현관제학 - 무진피화(戊辰被禍)
        - 외손자 : 임공위(任公緯), 낭장(郞將)
        - 외손자 : 임공진(任公縝), 별장(別將)
        - 외손자 : 임공약(任公約)
        - 외손녀 : 소교(小嬌)

      - 3녀 : 정희계(鄭煕啓)에게 출가, 추성좌리공신 봉익대부 밀직사 상호군
        - 외손자 : 정길상(鄭吉祥), 중랑장(中郞將)
        - 외손녀 : 소교(小嬌)

      - 4녀 : 고려 공민왕에게 출가 신비 염씨 - 공민왕 사후 여승이 됨
      - 5녀 : 이송(李悚)에게 출가, 중정대부 삼사 우윤
        - 외손자 : 이길(李佶), 권무(權務)
        - 외손자 : 이일(李佾), 아동(兒童)

    - 부실 김씨(副室 金氏)
      - 4남 : 염혜주(廉惠珠), 통제원 주지
      - 6녀 : 홍문필(洪文弼)에게 출가, 중랑장
        - 외손녀 : 소교(小嬌)

    - 부실 이씨(副室 李氏氏)
      - 5남 : 염광원(廉廣元), 봉순대부 판사복시사
        - 손자 : 아동(兒童)

  - 첫째고모 : 양천허씨(陽川許氏) 허호(許蒿)에게 출가
    - 고종사촌 : 허경(許慶)

  - 둘째고모 : 원나라인 말길(末吉)에게 출가, 중서평장사 역임
  - 막내고모 : 창녕 조씨(昌寧曺氏) 조적(曺頔)에게 출가, 밀직부사 역임

## 염제신이 등장한 작품
- 《개국》(KBS, 1983년~1983년, 배우:남일우)
- 《신돈》(MBC, 2005년~2006년, 배우:김상순)

## 시
부인 권씨 사별후 지은 시

冒雨城東行 / 비를 무릅쓰고 도성 동쪽으로 가서 

送殯有餘悲 / 영구를 전송하니 아직도 남은 비애 

坐韉白沙地 / 하얀 모래밭 위에 언치 깔고 앉아 

掛巾靑松枝 / 푸른 솔 가지에 두건 벗어 걸었소 

對食不能飽 / 밥상을 마주해도 배부를 수가 없고 

有酒吾復辭 / 술이 있어도 나는야 또 사양했다오 

含杯見白骨 / 백골을 보고 술잔을 입에 대었다는 

古人如可追 / 옛사람을 어떻게 따를 수 있으리오 

入城已晚矣 / 도성에 들어오니 벌써 해가 뉘엿뉘엿 

惻愴聊題詩 / 슬픔 속에 애오라지 시 한 수 짓노매라 

제목 미상의 시

筆落珠璣字字香 필락주기자자향 / 붓에서 구슬이 떨어져 글자마다 향기로우니 

遏雲歌裏引盃長 알운가리인배장 / 맑은 노래소리에 술잔 길게 드네.

半酣更覺君恩重 반감경각군은중 / 반쯤 취하자 다시 임금의 은혜 중대함을 깨달으며 

坐到深更冷欲霜 좌도심경냉욕상 / 밤 늦도록 앉았으니 서리 내릴 듯 밤도 차네

## 기타
그의 초상화로는 고려시대에 그려진 2점이 전한다. 그의 초상화 2점은 고려 공민왕이 생전에 그의 모습을 친히 초상화로 그렸다 한다. 목은 이색의 저서 목은집에 공민왕이 직접 그의 영정을 그려 주었다는 기록이 실려 있다. 공민왕이 그렸다는 염제신의 초상화는 1991년 9월 30일 보물 제1097호로 지정된다.
1354년 염제신은 원나라의 파병 중 프랑크 제국의 대사를 최초 접견하였다. 염제신은 원에 지휘관으로 출정 중이던 1354년 프랑크 제국(독일)의 사신을 만났다는 기록이 나타났다. 역사상 고려와 독일 사이에 이루어진 최초 접촉이자 한국관료로서는 최초로 독일인을 만난 기록이였다.

## 같이 보기
| - 염흥방 - 염정수 - 신돈 - 임견미 - 염신약 - 정희계 - 곡성염씨세고 - 여흥왕 - 염국보 | - 고려 공민왕 - 고려 우왕 - 이인임 - 최영 - 홍길동 |

## 참고 문헌
- 고려사
- 고려사절요
- 동사강목
- 대동운부군옥
- 파주염씨세보
- 고려명신록 (남공철)
- 목은집